# ククルビチン
ククルビチン(Cucurbitin)は、カボチャ属の種子に含まれるアミノ酸、カルボキシピロリジンである。吸虫と呼ばれる寄生性扁形動物の生殖器官に変性を引き起こす。